# Sociedade em comum
A Sociedade em Comum, é uma sociedade empresária de fato ou irregular que não está juridicamente constituída sendo, portanto uma sociedade não personificada e que não pode ser considerada uma pessoa jurídica. Para muitos doutrinadores, as sociedades de fato e as irregulares são a mesma coisa, contudo muitos as distinguem, pois as sociedades de fato não possuem ato constitutivo, enquanto que as sociedades irregulares possuem os atos constitutivos, porém sem estarem devidamente inscritos no órgão competente.

## Regulamentação no Brasil
A sociedade em comum é regulamentada no Brasil através do Código Civil pelos artigos 986 à 990, conforme segue: 
- Art. 986. Enquanto não inscritos os atos constitutivos, reger-se-á a sociedade, exceto por ações em organização, pelo disposto neste Capítulo, observadas, subsidiariamente e no que com ele forem compatíveis, as normas da sociedade simples.

- Art. 987. Os sócios, nas relações entre si ou com terceiros, somente por escrito podem provar a existência da sociedade, mas os terceiros podem prová-la de qualquer modo.

- Art. 988. Os bens e dívidas sociais constituem patrimônio especial, do qual os sócios são titulares em comum.

- Art. 989. Os bens sociais respondem pelos atos de gestão praticados por qualquer dos sócios, salvo pacto expresso limitativo de poderes, que somente terá eficácia contra o terceiro que o conheça ou deva conhecer.

- Art. 990. Todos os sócios respondem solidária e ilimitadamente pelas obrigações sociais, excluído do benefício de ordem, previsto no art. 1.024, aquele que contratou pela sociedade.